# Sicya obscurissima
Sicya obscurissima là một loài bướm đêm trong họ Geometridae.